# Campana (Argentinien)
Campana ist eine Stadt im östlichen Argentinien, in der Provinz Buenos Aires. Sie liegt am Río Paraná de las Palmas, 75 km von der Stadt Buenos Aires entfernt und nur 20 m über N.N. Die internationale Straße Panamericana verbindet Campana mit Buenos Aires, Rosario, Córdoba und dem Norden von Argentinien. Die Fläche beträgt 982 km² und die Einwohnerzahl ca. 84.000 (Zählung INDEC 2001).
Campana wurde am 6. Juli 1885 gegründet. Als Gründer werden die Brüder Luis und Eduardo Costa betrachtet. 1580 erbaute Kapitän Luis de Águila eine Hütte in der Zone "Cañada de la Cruz". Dies gilt als ältestes Datum über die Bekanntheit des Ortes. 1759 wurde er in "Rincón de Campana" umbenannt.
Der städtische Charakter ist durch die Metallindustrie und Erdölraffinerie gezeichnet. International wichtige Unternehmen wie Esso, Tenaris-Siderca und Toyota befinden sich hier.

## Infrastruktur
Die Stadt Campana verfügt über einen Bahnhof.

## Städtepartnerschaften
- Villa de Cruces, Spanien, seit dem 24. Juli 1999

## Söhne der Gemeinde
- José Horacio Basualdo (* 1963), Fußballspieler
- Ariel Javier Rosada (* 1978), Fußballspieler
- Héctor Stamponi (1916–1997), Tangopianist, Bandleader, Arrangeur, Tangokomponist und -dichter